# AKH-скандал
AKH-скандал је био највећи грађевински скандал до данас у Аустрији. Позадина скандала је била у великим трошковима и у миту који су повезани са изградњом нове Опште болнице у Бечу (AKH).
Још 1955. је била договорена изградња Опште болнице у Бечу (планирани трошкови: милијарду шилинга, време изградње: десет година), али тек се почетком 1970-их овај проблем почео решавати. Тих година је овај велики пројекат био процењен на 45 милијарди шилинга (данас 3,3 милијарди шилинга) и то је била најскупља болница у Европи. Други проблем је био у томе што би болница могла почети у потпуности са радом тек 1994. године. 
Овај скандал је био и један од разлога што Социјалдемократска партија Аустрије коју је у то време предводио канцелар Бруно Крајски и која је тада била владајућа партија у Аустрији, на парламентарним изборима 1983. није успела да освоји већину, први пут након избора 1971.
Новинар Алфред Ворм је открио скандал 1980. Главни кривац је био технички директор болнице Адолф Винтер. Судкиња у овом процесу је била Хелена Патрик-Пабл која је тиме постала популарна у Аустрији и која се касније кандидовала за посланика Слободарска партије у Парламенту Аустрије.